# Harry Beresford
Pour les articles homonymes, voir Beresford.
Harry Beresford, né Henry William Walter Horseley Beresford à Londres (Angleterre, Royaume-Uni) le 4 novembre 1863 et mort à Los Angeles (Californie, États-Unis) le 4 octobre 1944, est un acteur anglais.

## Biographie
Installé aux États-Unis, Harry Beresford débute au théâtre à Broadway (New York) en 1919 et y joue dans huit pièces jusqu'en 1930.
Au cinéma, il contribue à cinquante-six films américains, entre 1926 (unique film muet) et 1938, dont trois de George Cukor et deux de Cecil B. DeMille (voir la filmographie sélective ci-dessous).

## Théâtre
Pièces jouées à Broadway
- 1919 : Boys will be Boys de Charles O'Brien Kennedy, avec Robert Armstrong
- 1920 : Shavings de Pauline Phelps et Marion Short
- 1922-1923 : The Old Soak de Don Marquis, avec Mary Philips
- 1924 : She stoops to conquer d'Oliver Goldsmith, décors de Norman Bel Geddes, avec Elsie Ferguson, Helen Hayes, J. M. Kerrigan, Selena Royle, Basil Sydney
- 1925 : The Undercurrent de William H. McMasters, avec Lee Patrick
- 1925 : Stolen Fruit de Dario Niccodemi, adaptation de Gladys Unger, avec Ann Harding
- 1928-1929 : The Perfect Alibi d'Alan Alexander Milne, avec Leo G. Carroll, Ivan F. Simpson
- 1929-1930 : Michael and Mary d'Alan Alexander Milne, avec Henry Hull, Leonard Willey

## Filmographie partielle
Comme acteur, sauf mention contraire
- 1926 : The Quarterback de Fred C. Newmeyer
- 1928 : The Dancing Town d'Edmund Lawrence
- 1931 : Scandal Sheet de John Cromwell
- 1931 : Finn and Hattie de Norman Z. McLeod et Norman Taurog
- 1931 : Up Pops the Devil d'A. Edward Sutherland
- 1931 : The Secret Call de Stuart Walker
- 1931 : Sob Sister d'Alfred Santell
- 1931 : Sooky de Norman Taurog
- 1932 : Dance Team de Sidney Lanfield
- 1932 : High Pressure de Mervyn LeRoy
- 1932 : Docteur X (Doctor X) de Michael Curtiz
- 1932 : Alias the Doctor de Michael Curtiz et Lloyd Bacon
- 1932 : Mon grand (So Big !) de William A. Wellman
- 1932 : Deux Secondes (Two Seconds) de Mervyn LeRoy
- 1932 : Forgotten Commandments de Louis J. Gasnier et William Schorr
- 1932 : L'Étrange Passion de Molly Louvain (The Strange Love of Molly Louvain) de Michael Curtiz
- 1932 : Le Signe de la croix (The Sign of the Cross) de Cecil B. DeMille
- 1932 : Le Roi des allumettes (The Match King) d'Howard Bretherton et William Keighley
- 1933 : Murders in the Zoo d'A. Edward Sutherland
- 1933 : Toujours dans mon cœur (Ever in my Heart) d'Archie Mayo
- 1933 : Vol de nuit (Night Flight) de Clarence Brown
- 1933 : The Mind Reader de Roy Del Ruth
- 1933 : Les Invités de huit heures (Dinner at Eight) de George Cukor
- 1933 : College Coach de William A. Wellman
- 1933 : Le Long des quais (I cover the Waterfront) de James Cruze
- 1933 : Les Quatre Filles du docteur March (Little Women) de George Cukor
- 1933 : Le Tombeur (Lady Killer) de Roy Del Ruth
- 1933 : Vol de nuit (Night Flight) de Clarence Brown
- 1934 : The Merry Frinks d'Alfred E. Green
- 1934 : Friends of Mr. Sweeney d'Edward Ludwig
- 1934 : Les Pirates de la mode (Fashions of 1934) de William Dieterle
- 1934 : Le Petit Ministre (The Little Minister) de Richard Wallace
- 1934 : Cléopâtre (Cleopatra) de Cecil B. DeMille
- 1935 : A Dog of Flanders d'Edward Sloman
- 1935 : La Femme traquée (I found Stella Parish) de Mervyn LeRoy
- 1935 : David Copperfield (The Personal History, Adventures, Experience & Observation of David Copperfield the Younger) de George Cukor
- 1935 : Anna Karénine (Anna Karenina) de Clarence Brown
- 1935 : Reine de beauté (Page Miss Glory) de Mervyn LeRoy
- 1935 : Seven Keys to Baldpate de William Hamilton et Edward Killy
- 1936 : En suivant la flotte (Follow the Fleet) de Mark Sandrich
- 1936 : Annie du Klondike (Klondike Annie) de Raoul Walsh
- 1936 : Grand Jury d'Albert S. Rogell
- 1937 : Le Prince et le Pauvre (The Prince and the Pauper) de William Keighley et William Dieterle
- 1937 : Le Rescapé (The Go Better) de Busby Berkeley
- 1937 : La ville gronde (They won't forget) de Mervyn LeRoy
- 1937 : Double enquête (She's no Lady) de Charles Vidor
- 1937 : She asked for It d'Erle C. Kenton
- 1938 : Dernière édition (en) (Newsboys' Home) de Harold Young et Arthur Lubin
- 1939 : The Long Shot de Charles Lamont (histoire originale, unique collaboration à ce titre)